# Präsident Schaefer
Die Präsident Schaefer ist eine ehemalige Zollbarkasse. Das Boot ist im Museumshafen Oevelgönne erhalten und steht seit Mai 2018 unter Denkmalschutz.

## Geschichte
Das Boot wurde 1924 zusammen mit einem baugleichen Schwesterschiff von der Oberfinanzdirektion als Ersatz für während des Ersten Weltkriegs verlorengegangene Boote bestellt. Es wurde 1925 als zweites Boot auf der Norderwerft gebaut.
Die Zollbarkasse wurde zunächst von verschiedenen Zollämtern im Hamburger Hafen für die Abfertigung genutzt. Später wurde es in erster Linie für Kontrollfahrten eingesetzt. 1959 wurde das Boot umgebaut und der Antrieb modernisiert. Etwas später wurden die hölzernen Decksaufbauten mit Kajüte und Ruderhaus entfernt und gegen solche aus Stahl ersetzt.
Nach dem Umbau des Antriebs wurde das Boot von der Zollreparaturwerkstatt zur Versorgung schwimmender Zolldienststellen auf Pontonanlagen und für Kontrollfahrten eingesetzt. Nachdem die Zollreparaturwerkstatt Ende 1982 geschlossen worden war, wurde das Boot außer Dienst gestellt. Zunächst war vorgesehen, das Boot zu verschrotten. 1985 übernahm dann das Museum für Hamburgische Geschichte das Boot in seine Sammlung historischer Behördenfahrzeuge. Liegeplatz des Bootes wurde im Juli 1985 der Museumshafen Oevelgönne.
Aufgrund der Streichung erheblicher Finanzmittel für das Museum musste die ehemalige Zollbarkasse 1995 verkauft werden. Sie konnte durch den Kauf eines Privatmanns dem Museumshafen Oevelgönne erhalten werden, wurde in der Folge aber noch mehrfach verkauft. Das Boot wurde im Mai 2018 in die Liste der beweglichen Denkmäler der Freien und Hansestadt Hamburg aufgenommen.
Benannt ist das Boot nach Bruno Louis Schaefer, ehemaliger Senator und Präsident des Landesfinanzamtes Unterelbe in Hamburg.

## Technische Daten
Das Boot wurde zunächst von einer Kolbendampfmaschine mit 95 PS Leistung angetrieben. Es erreichte knapp neun Knoten. Die Dampfmaschine wurde mit Kohle befeuert, die in vier Tonnen fassenden Bunkern mitgeführt wurde. Der Verbrauch betrug rund zwei Zentner Kohle stündlich.
1959 wurde das Boot auf der Werft Pohl & Jozwiak umgebaut. Dabei wurde die Dampfmaschine durch einen Jastram-Dieselmotor des Typs KRZ 4 ersetzt. Der Viertakt-Vierzylindermotor leistet 120 PS und wirkt über ein Wendegetriebe auf den Propeller.
Der Rumpf des Bootes ist genietet.

## Trivia
Ein im Oktober 2021 erschienenes Musikvideo der Hamburger Band Swiss und die Andern wurde teilweise auf der Präsident Schaefer gedreht.